# Massilia chloroacetimidivorans
Massilia chloroacetimidivorans es una bacteria gramnegativa del género Massilia. Fue descrita en el año 2017. Su etimología hace referencia a degradación de herbicida de cloroacetamida. Es aerobia y móvil por flagelo polar. Tiene un tamaño de 0,4-0,6 μm de ancho por 2-3,2 μm de largo. Forma colonias circulares, convexas, lisas y de color naranja pálido con bordes enteros y más claros en agar R2A. Temperatura de crecimiento entre 15-40 °C, óptima de 28 °C. Catalasa negativa y oxidasa positiva. Tiene un contenido de G+C de 63,2%. Se ha aislado de suelo agrícola en Corea del Sur.